# Assimineidae
Die Assimineidae sind eine Schneckenfamilie aus der Ordnung Sorbeoconcha der Caenogastropoda. Die Arten der Familie leben im Salzwasser, Brackwasser, Süßwasser oder auf dem Land. Die im November 2015 publizierte Acmella nana gilt als die derzeit kleinste auf dem Land lebende Schnecke.

## Merkmale
Die mäßig großen bis kleinen Gehäuse sind kegelförmig, mehr oder weniger hoch, oder eiförmig-kegelig bis fast planispiral. Die Windungen sind abgeflacht bis gut gewölbt. Die Mündung ist rundlich bis eiförmig und oben meist gewinkelt. Der Mundsaum ist meist einfach, selten z. T. lippig verstärkt. Der Verschlussdeckel ist meist hornig, selten verkahlt und umfasst nur wenige Windungen. Der Nukleus liegt exzentrisch. Die Tiere haben eine kurze Schnauze, die Kieme ist häufig reduziert. Die Kopftentakeln sind kurz oder reduziert. Der Marginalzahn der Radula ist sehr breit. Die Eileiterdrüse ist ventral verdickt, d. h., es fehlt ein ventraler Längskanal. Es gibt keinen besonderen Leiter für die Spermathek. Der Penis ist meist einfach, besondere Drüsen oder Anhänge können aber vorkommen.

## Geographische Verbreitung und Lebensraum
Die Arten der Familie leben hauptsächlich in den Tropen und Subtropen, wenige Arten dringen auch in die gemäßigten Zonen vor. Die meisten Arten leben im Küstenbereich, am Rand von Seen, selten völlig terrestrisch, im Salzwasser, Brackwasser, Süßwasser oder auf dem Land. Die Assimineidae sind fast ausschließlich Pflanzenfresser bzw. weiden inkrustierende Organismen von Pflanzen und Schlamm ab.

## Taxonomie und Systematik
Das Taxon wurde 1856 von Henry Adams und Arthur Adams als Familie Assiminiidae, basierend auf der Falschschreibung Assiminia Fleming, 1828 aufgestellt. Derzeit wird die Familie in drei Unterfamilien unterteilt:
- Assimineinae Fleming; 1828
  - Kegelige Marschenschnecke (Assiminea grayana)
- Ekadantinae Thiele, 1929
  - Acmella nana Vermeulen, Liew & Schilthuizen, 2015
- Omphalotropidinae Thiele, 1927

Die Assimineidae sind wahrscheinlich die nächsten Verwandten der Wasserdeckelschnecken (Hydrobiidae). Allerdings ist die Monophylie durch molekulargenetische Daten nicht belegt.

## Belege